# Daniel (Księga Ezechiela)
Daniel – starożytny mędrzec, określany przez dokumenty z epoki jako "opiekun wdów i opuszczonych". Wspomniany w biblijnej Księdze Ezechiela obok Noego i  Hioba. Dawnej błędnie utożsamiany z prorokiem Danielem.
W Księdze Ezechiela (rozdz. 14, wiersze 12-20) Bóg mówi do proroka Ezechiela: 
 (...) gdyby jakiś kraj zgrzeszył przeciwko mnie niewiernością i gdybym wówczas wyciągnął rękę przeciwko niemu, i złamał mu podporę chleba, zesłał głód, wyniszczył ludzi i zwierzęta i gdyby tam byli owi trzej mężowie: Noe, Daniel i Hiob, to tylko oni dzięki sprawiedliwości swej ocaliliby życie swoje (...)
W dalszej części fragmentu jest informacja, że nikogo poza sobą by ci mężowie nie ocalili. 
O ile identyfikacja Hioba i Noego jest bezsporna, o tyle postać wspomnianego Daniela wzbudzała pewne zakłopotanie. Zwykle identyfikowano go z prorokiem Danielem, autorem biblijnej Księgi Daniela. Problem jednak w tym, że prorok Daniel działał nieco później. W czasie działania proroka Ezechiela prawdopodobnie się nie narodził, lub był bardzo młodym człowiekiem, na pewno nie na tyle znanym, by można go było stawiać za wzór obok Hioba i Noego.
Światło na tę postać rzuciły dokumenty odkryte w Ras Szamra, z połowy drugiego tysiąclecia. Wspomniany jest w nich mędrzec imieniem Daniel, opiekun wdów i sierot. Od tego momentu stało się jasne kogo prorok Ezechiel miał na myśli.